# Båvenöarna
Båvenöarna är ett naturreservat i Flens och Nyköpings kommuner i Södermanlands län.
Området är naturskyddat sedan 1989 och är 415 hektar stort. Reservatet omfattar 15 öar och skär i sjön Båven där de större öarna är bevuxna med talldominerad barrskog.